# 沙通吕-索梅尔蒙
沙通吕-索梅尔蒙（法語：Chatonrupt-Sommermont，法語發音：[ʃatɔ̃ʁy sɔmɛʁmɔ̃]）是法国上马恩省的一个市镇，属于圣迪济耶区。该市镇于1972年由原市镇沙通吕（Chatonrupt）和索梅尔蒙（Sommermont）合并而成。

## 地理
沙通吕-索梅尔蒙（48°29'16"N, 5°7'30"E）面积16.66 平方千米，位于法国大東部大區上马恩省，该省份为法国东北部内陆省份，北起马恩省和默兹省，西接奥布省，西南接科多尔省，东南接上索恩省，东临孚日省。
与沙通吕-索梅尔蒙接壤的市镇（或旧市镇、城区）包括：费镇、甘德勒库尔-欧索尔姆、茹安维尔、迈济耶尔、诺梅库尔、韦克维尔、大欧蒂尼、小欧蒂尼、舍维永、屈雷勒。

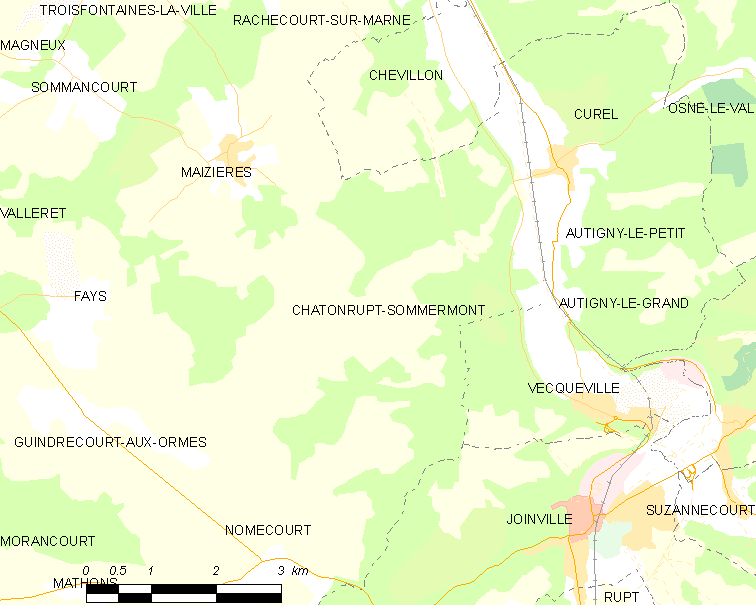
沙通吕-索梅尔蒙的OSM定位图

沙通吕-索梅尔蒙的时区为UTC+01:00、UTC+02:00（夏令时）。

## 行政
沙通吕-索梅尔蒙的邮政编码为52300，INSEE市镇编码为52118。

## 政治
沙通吕-索梅尔蒙所属的省级选区为茹安维尔县。

## 人口

1962-2008年间沙通吕-索梅尔蒙人口变化图示

沙通吕-索梅尔蒙于2022年1月1日时的人口数量为266人。